# Luděk Munzar
Luděk Munzar (ur. 20 marca 1933 w Novým Etynku, zm. 26 stycznia 2019 w Pradze) – czeski aktor.
Ukończył studia na Wydziale Teatralnym Akademii Sztuk Scenicznych w Pradze. Był długoletnim członkiem Teatru Narodowego w Pradze.
W 1982 roku otrzymał tytuł honorowy Zasłużonego Artysty. W 2002 roku otrzymał nagrodę Senior Prix od fundacji Život. W 2011 roku otrzymał nagrodę Talii (Cena Thálie) za całokształt dorobku.
Pracował również w dubbingu i radiu. W 2000 roku otrzymał nagrodę Františka Filipovskiego za całokształt osiągnięć w dziedzinie dubbingu.
W 2024 roku został pośmiertnie odznaczony Medalem Za Zasługi I stopnia.